# 宇佐美三郎
宇佐美三郎（うさみ さぶろう、1916年〈大正5年〉11月3日 - 2010年〈平成22年〉5月1日）は、新潟県西蒲原郡吉田町（現在の燕市）の元町長である。旧吉田町出身。

## 略歴
吉田町立吉田尋常高等小学校卒。吉田町商工会幹事、同専務理事、町経済クラブ幹事長を経て、旧吉田町で助役を務めた後、1966年から1986年まで町長を務める。
2010年5月1日、燕市にて死去。叙従五位、旭日小綬章追贈。